# FM久米島
FM久米島株式会社（エフエムくめじま）は、沖縄県島尻郡久米島町の一部地域を放送対象地域

として超短波放送（FM放送）を行う特定地上基幹放送事業者である。
FMくめじまの愛称でコミュニティ放送を行っている。

## 概要
2012年（平成24年）開局。シンボルマークは、蝶をイメージしたもので公募で決定した。
島の思いを乗せて世界へ羽ばたくようにという思いが込められていて、羽根には「くめじま」と書かれている。
出資比率から久米島所在の企業8社がマスメディア集中排除原則にいう支配関係にある。
本社・演奏所（スタジオ）は、仲泊の具志川農村環境改善センター2階にある。送信所は上江洲冨祖原にあり、特定地上基幹放送局の呼出符号はJOZZ0BW-FM、呼出名称はエフエムくめじま、周波数89.7MHz、空中線電力80Wで放送区域は久米島町の一部地域。久米島と奥武島、オーハ島が放送区域内にあり、久米島町の全世帯が区域内にある。
コミュニティ放送の空中線電力は、基幹放送用周波数使用計画第1項第10号に「原則として（中略）20W以下で必要最小限のものとする。」とされているが、2009年（平成21年）にこれを超える条件が電波法関係審査基準に規定され、当局の空中線電力は80Wとして免許された。20Wを超える空中線電力については、エフエムわっかない（北海道稚内市）が20Wから50Wに増力した例があるが、開局当初から20Wを超えたのは当局が初であり、また全国のコミュニティ放送局において最大である。
インターネット配信はSimulRadioおよびFM++による。
24時間放送で、一部時間帯はFMレキオ・FM21の番組を放送する。

## 沿革
- 2012年（平成24年）
  - 1月24日 - 特定地上基幹放送局の予備免許を取得[3]。
  - 4月20日 - 特定地上基幹放送局の免許を取得[4][5]。
  - 4月21日 - 開局[5]。
- 2013年（平成25年）12月21日 - SimulRadioによるインターネット配信を開始[6]。
- 2018年（平成30年）6月1日 - FM++によるインターネット配信を開始[7]。
- 2022年（令和4年）9月12日 - 日本コミュニティ放送協会に加盟[8]。

## 主な番組
- くめじまTime1（月 - 金 9:00 - 10:00/再放送 21:00 - 22:00）
- くめじまTime2（月 - 木 11:00 - 12:00/金 11:00 - 12:30/再放送 22:00 - 23:00）
- くめじまTime3（月 - 火・木 - 金 18:00 - 18:30/水 18:00 - 18:30/再放送 日曜 12:00 - 15:00）
- ラジオ広報ハイサイ!くめじま（平日 10:00 - 11:00/再放送 17:00 - 18:00）
- 琉球治療院のウンジゲージさぁ（月 14:00 - 15:00）
- アワ・ヒット・パレード（月 15:00 - 16:00）
- てげゆんたくばいのてげ久米島ばい!（火 13:30 - 14:00）
- 笑う門には民謡（うた）がある（火 14:00 - 15:00）
- こうすけのラジオタックル!（火 16:00 - 17:00）
- ゴーヤスペシャル（土 13:00 - 14:00）
- ラディカルラジオ（土 15:00 - 16:00）